# Telchinia wigginsi
Telchinia wigginsi is een vlinder uit de familie van de Nymphalidae. De wetenschappelijke naam van de soort is voor het eerst voorgesteld door Sheffield Airey Neave in een publicatie uit 1904.

## Verspreiding
De soort komt voor in Zuidoost-Nigeria, Kameroen, Congo Kinshasa (Ituri), Oeganda en Kenia.

## Habitat
Het habitat bestaat uit subalpiene graslanden, eventueel grenzend aan subalpiene bossen, boven 1500 meter hoogte.

## Waardplanten
De rups leeft op soorten van de vlinderbloemenfamilie (Fabaceae) waaronder Chamaecrista zambesica (Oliv.) Lock  en Kotschya strigosa (Benth.) Dewit & P.A.Duvign..

## Ondersoorten
- Telchinia wigginsi wigginsi (Neave, 1904) (Ituri in Congo Kinshasa, Oeganda, West-Kenia)
- Telchinia wigginsi occidentalis (Bethune-Baker, 1926) (Gotel Mountains in Zuidoost-Nigeria, Kameroen)
  - = Acraea wigginsi occidentalis Bethune-Baker, 1926
  - = Acraea speciosa occidentalis Bethune-Baker, 1926